# Dmitrij Budolin
Dmitrij Budolin (estonsky Dmitri Budõlin; * 1. března 1974 Tallinn) je bývalý reprezentant Estonska v judu.
Jeho kariéra je spjata s klubem SK Dvigatel, který se věnuje jak judu tak jemu blízkému zápasnickému stylu sambu. V klubu trénují především Estonci ruské národnosti (v estonských městech žije až 50 % obyvatel jiné národnosti než estonské, z toho 40 % Rusů)
Jeho mladší bratr Alexej patřil k nejlepším judistům své doby.
Celou svojí kariéru doprovázel svého mladšího bratra na turnajích jako sparring partner. Řadil se mezi stabilní účastníky evropských mistrovství ve střední váhové kategorii (do 90 kg). Jeho největším úspěchem je bronzová medaile z roku 2001. Na olympijské hry se mu nepodařilo kvalifikovat.

## Výsledky
| Turnaj             | 1994 | 1995 | 1996 | 1997 | 1998 | 1999 | 2000 | 2001 | 2002 | 2003 | 2004 | 2005 | 2006 | 2007 |
| ------------------ | ---- | ---- | ---- | ---- | ---- | ---- | ---- | ---- | ---- | ---- | ---- | ---- | ---- | ---- |
| Mistrovství světa  | –    | dns  | –    | dns  | –    | úč.  | –    | úč.  | –    | úč.  | –    | úč.  | –    | dns  |
| Mistrovství Evropy | dns  | dns  | úč.  | dns  | dns  | úč.  | úč.  | 3.   | dns  | 5.   | úč.  | úč.  | 7.   | úč.  |
| ME juniorů         | úč.  | –    | –    | –    | –    | –    | –    | –    | –    | –    | –    | –    | –    | -    |